# Nil (groupe de musique)
 (octobre 2021).
La mise en forme du texte ne suit pas les recommandations de Wikipédia : il faut le « wikifier ».
Les points d'amélioration suivants sont les cas les plus fréquents. Le détail des points à revoir est peut-être précisé sur la page de discussion.
- Les titres sont pré-formatés par le logiciel. Ils ne sont ni en capitales, ni en gras.
- Le texte ne doit pas être écrit en capitales (les noms de famille non plus), ni en gras, ni en italique, ni en « petit »…
- Le gras n'est utilisé que pour surligner le titre de l'article dans l'introduction, une seule fois.
- L'italique est rarement utilisé : mots en langue étrangère, titres d'œuvres, noms de bateaux, etc.
- Les citations ne sont pas en italique mais en corps de texte normal. Elles sont entourées par des guillemets français : « et ».
- Les listes à puces sont à éviter, des paragraphes rédigés étant largement préférés. Les tableaux sont à réserver à la présentation de données structurées (résultats, etc.).
- Les appels de note de bas de page (petits chiffres en exposant, introduits par l'outil «  Source ») sont à placer entre la fin de phrase et le point final[comme ça].
- Les liens internes (vers d'autres articles de Wikipédia) sont à choisir avec parcimonie. Créez des liens vers des articles approfondissant le sujet. Les termes génériques sans rapport avec le sujet sont à éviter, ainsi que les répétitions de liens vers un même terme.
- Les liens externes sont à placer uniquement dans une section « Liens externes », à la fin de l'article. Ces liens sont à choisir avec parcimonie suivant les règles définies. Si un lien sert de source à l'article, son insertion dans le texte est à faire par les notes de bas de page.
- La présentation des références doit suivre les conventions bibliographiques. Il est recommandé d'utiliser les modèles {{Ouvrage}}, {{Chapitre}}, {{Article}}, {{Lien web}} et/ou {{Bibliographie}}. Le mode d'édition visuel peut mettre en forme automatiquement les références.
- Insérer une infobox (cadre d'informations à droite) n'est pas obligatoire pour parachever la mise en page.

Pour une aide détaillée, merci de consulter Aide:Wikification.
Si vous pensez que ces points ont été résolus, vous pouvez retirer ce bandeau et améliorer la mise en forme d'un autre article.
 (octobre 2021).
Le contenu est difficilement compréhensible vu les erreurs de traduction, qui sont peut-être dues à l'utilisation d'un logiciel de traduction automatique.
 (octobre 2021).
Pour les articles homonymes, voir Nil (homonymie).
Nil (stylisé comme nil ) est un groupe de rock japonais formé en 1998 par Tetsu Takano (ex- Malice Mizer, ex-Mega8Ball, ex- Zigzo, The JuneJulyAugust), Hiroyuki Kashimoto et Kyoshi Moro. L'intention premiere de Nil était de devenir le projet solo de Tetsu. Malgré le fait que le groupe soit officiellement formé, Tetsu reste le seul parolier et compositeur. Durant sa premiere incarnation, le groupe n'a que très brièvement duré, et se séparera temporairement a la fin de l'année 1998. Nil ne refera pas surface avant milieu 2002, reprenant les sessions d'enregistrement. Tetsu, lui, forma son propre label, Afro Skull Records. Littéralement, le nom Nil signifie zéro absolu, mais son acronyme fait référence a un langage natif irréligieux.
En 2005, Nil a rencontré de nombreux obstacles, provoquant le départ de ses membres fondateurs Kashimoto et Moro, qui quittèrent le groupe le 10 Janvier 2005, dernier jour de leur tournée intitulée Touring Inferno. Le batteur Furuton (anciennement batteur pour Oblivion Dust et Mega8Ball) quitta également le groupe 6 mois plus tard. Au cours du reste de l'année 2005, le bassiste Masaru Kobayashi (ex-Soy Sauce Sonix, ex-Sads, The Cro-Magnons) et le batteur Kazama Hiroyuki (ex-Fantastic Designs) rejoignirent tous deux le groupe.
Au cours des années suivant la reprise de leurs activités, Nil enregistra et publia cinq albums, sept mini albums, un album de reprises, un album live, un album de compilations, trois singles, deux CD destinés a leurs fan clubs et huit DVD. Testu déclara que Nil était l'oeuvre de sa vie, et malgré les quelques obstacles et rebondissements, il ne montra aucun signe de ralentissement vis a vis de sa musique avec le groupe Nil.

## Membres
- Tetsu Takano (ex-Ner-vous, ex- Malice Mizer, ex-Mega8Ball, ex- Zigzo, The JuneJulyAugust, The Black Comet Club Band) – chant, guitare, auteur-compositeur, leader (1998, 2002-présent)
- Masaru Kobayashi (ex-Soy Sauce Sonix, ex- Sads, The Cro-Magnons, The Black Comet Club Band) - basse (2005-présent)
- Hiroyuki Kazama (ex-Fantastic Designs, The Black Comet Club Band) - batterie (2005-présent)

### Anciennement
- Hiroyuki "Marawo" Kashimoto - basse (1998, 2002-2005)
- Kyoshi Moro (ex-Ner-vous, Mugiwara Boushi) - batterie (1998, 2002-2005)
- Sota "Furuton" Ofuruton (ex- Oblivion Dust, ex-support Mega8Ball) – batterie (2005)

## Discographie

### Albums
- 12Inplosion (8 mai 2004), Oricon Albums Chart Position de pointe : Non. 161 [1]
  - La chanson "Hate Beat!" a été utilisé comme générique de fin de l'émission télévisée Quiz ! Hexagone.
- Excalibur (エクスカリバー, 6 avril 2005) No. 184 [1]
- The Painkiller (24 janvier 2007) No. 179 [1]
- The Great Spirits (19 mars 2008, album de compilation) No. 211 [1]
- Multiness (マルチネス, 10 septembre 2008) No. 176 [1]
- Scotoma (16 septembre 2009) Non. 198 [1]
- Granvia (3 septembre 2014) No. 161 [1]

### Mini-albums
- Nil from Hell (1er septembre 2002)
- Sayonara da Vinci (さよならダヴィンチ, 1er décembre 2002)
- Down to Dawn (18 septembre 2003)
- The Covering Inferno (25 novembre 2004, album de reprises) No. 220 [1]
- Agape (アガペー, 2 novembre 2005, EP en édition limitée disponible uniquement lors d'apparitions en direct ou par correspondance)
- Scherzo (スケルツオ, 2 novembre 2005) No. 259 [1]
- Man Woman (マンウーマン, 25 octobre 2006) No. 234 [1]
- Guitar and Skirt(ギタートスカート, 22 novembre 2006) No. 274 [1]
- Aria (13 décembre 2006) No. 296 [1]
- Geron (ゲロン, 12 septembre 2007) No. 210 [1]
- Warp Rock (8 septembre 2010) No. 223 [1]

### Simple
- "Drop" (16 mars 2005), Oricon Singles Chart Position de pointe : N. 121 [2]
- "Gita  Sukato" (ギタートスカート, 22 novembre 2006)
- "Aria" (13 décembre 2006)

### Album en direct
- Stroke! Swing!! Shout!!! (January 10, 2005)

### CD destinés aux fans clubs
- Thank You (July 2004)]
- One Day Ver. DS Mix (November 2005)
- Thank You Rerecording (2010)

### Compilation
- Search Out the Jams: The Pogo Tribute Album (October 8, 2008)
  - Contribution à une reprise de la chanson "1990 (Machiwabita Toki)" (1990(待ちわびた時))

### DVD
- Stronger Than Paranoid (Juillet 2004, collection PV)
- Tears for Killers (4 mars 2006, collection de clips en édition limitée disponible uniquement lors d'apparitions en direct ou par correspondance)
- The Pirates (février 2007)
- Tonight! Revolution! (24 mars 2007, concert en direct)
- MultinessSpecial (11 avril 2009, concert en direct)
- Sco-Tomato (13 septembre 2009)
- "W.H.M"(1er janvier 2010, concert en direct)
- The Warp Rock Studio (20 septembre 2010, collection PV)